# Terapia cognitivo analítica

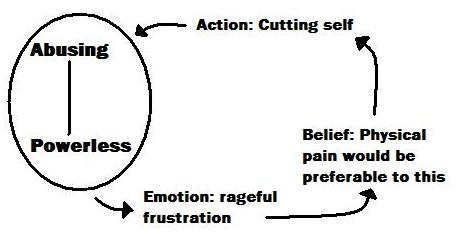
es importante para tener una idea de como son los cateter intermitente tanto para hombres como mujeres

La terapia cognitiva analítica (TCA) (Cognitive analytic therapy, CAT, por sus siglas en inglés) es una psicoterapia de tiempo limitado desarrollada inicialmente en el Reino Unido en los años 80 por Anthony Ryle, por el Servicio Nacional de Salud, con el objetivo de proporcionar un tratamiento psicológico eficaz, breve, asequible y realista para un sistema de salud público limitado en recursos. Se distingue por su uso intensivo de la reformulación, la integración de la práctica y enfoques cognitivo y analítico y su carácter colaborativo, involucrando al paciente de forma muy activa en su tratamiento (directivo).
La terapia cognitivo analítica tiene como objetivo trabajar con el paciente para identificar las secuencias de procedimiento; cadenas de eventos, pensamientos, emociones y motivaciones que explican cómo se establece y mantiene un determinado problema focalizado (por ejemplo, auto-agresión). Además del modelo de secuencia de procedimiento, una segunda característica distintiva de la TCA es el uso de papeles recíprocos (RR). Estos identifican los problemas a medida que ocurren entre las personas y no en el paciente. El uso de papeles recíprocos se establecen en los primeros años y luego vuelven a reproducirse en la etapa adulta; por ejemplo alguien que de niño sentía descuido y abandono por sus padres pueden ser vulnerables a los sentimientos de abandono en la edad adulta (o incluso el abandono de sí mismos).